# Dzintars Zirnis
Dzintars Zirnis, född 25 april 1977 i Riga, är en lettisk före detta fotbollsspelare.
Zirnis spelade 68 landskamper för Lettland och medverkade i EM i Portugal 2004.
Han tillbringade nästan hela sin spelarkarriär med Liepājas Metalurgs.

## Meriter

### Med klubblag
- Lettisk ligamästare 2 gånger: med Liepājas Metalurgs 2005 och 2009
- Lettisk cupmästare 1 gång: med Liepājas Metalurgs 2006
- Bäste försvarare i Virslīga 2005

### Med landslag
Vinnare av Baltiska cupen 2003